# Imigração no Canadá
Imigração no Canadá é o processo pelo qual as pessoas imigram para o país com o objetivo de residir ou trabalhar naquela nação. A maioria destes indivíduos se tornam cidadãos canadenses depois de um período de permanência no país. Após 1947, a política e a lei de imigração nacional passaram por grandes mudanças, mais notavelmente com a Lei da Imigração de 1976 e o com a atual Lei de Proteção à Imigração e Refugiados de 2002.
No Canadá há quatro classes de imigrantes: a classe da família (pessoas estreitamente relacionadas a moradores canadenses que já vivem no Canadá), classe dos imigrantes econômicos (empresários e trabalhadores qualificados), classe dos refugiados (pessoas que estão fugindo de perseguição, tortura, crueldade ou punição incomum) e a classe humanitária com outras categorias (pessoas que são aceitas como imigrantes, por razões humanitárias ou compassivas). Em 2016, o Canadá admitiu 296.346 residentes permanentes, em contra partida aos 271.845 admitidos no ano anterior, esses são os mais altos níveis de admissões de imigrantes desde 2010. De tais imigrantes, 53% eram imigrantes da classe dos econômicos e seus familiares que vieram como acompanhantes; 26% foram da classe da família; 20% eram refugiados reassentados ou pessoas protegidas; e 1% era da classe humanitária e de outras categorias.
De acordo com dados do censo de 2016 da Statistics Canada, 21,9% da população canadense informou que é ou já tinha sido um imigrante desembarcado ou residente permanente no Canadá, uma informação muito próxima dos quase 22,3% registrados durante o censo de 1921, que obteve o mais alto nível de pessoas que se identificaram como imigrantes desde a Confederação do Canadá em 1867. Mais de um em cada cinco canadenses nasceram no exterior, e 22,3% da população pertencia a minorias visíveis, das quais 3 em cada 10 nasceram no Canadá.
Em 2013 – 2014, a maior parte do público canadense, bem como os principais partidos políticos, apoiaram, sustentaram ou aumentaram o atual nível de imigração. Um estudo sociológico de 2014 concluiu que "a Austrália e o Canadá são os países mais receptivos à imigração entre as nações ocidentais". No entanto, em 2017, a maioria dos canadenses concordou que o Canadá deveria aceitar menos imigrantes e refugiados.
As políticas de imigração canadense ainda estão evoluindo. Em 2008, a cidadania e imigração do Canadá fizeram mudanças significativas para agilizar o fluxo constante de imigrantes. Essas mudanças incluíram categorias profissionais reduzidas para imigração qualificada, bem como obstáculos para imigrantes em várias categorias. Alterações adicionais foram feitas em abril e maio de 2017. Em novembro de 2017, o Ministro da imigração Ahmed Hussen anunciou que o Canadá admitirá cerca de 1 milhão de residentes permanentes durante os três anos seguintes, elevando-se de 0,7% para 1% de sua população até 2020. Este aumento foi motivado pelas necessidades econômicas do país que enfrenta um envelhecimento demográfico, com o número de idosos estimado para dobrar até 2036 ao lado de um declínio na proporção de adultos em idade de trabalho.
Em 2020 o atual Ministro da Imigração, Marco Mendicino, manteve o plano de trazer 1.000.000 de imigrantes também para o próximo triênio (2020–2022). O Canadá pretende trazer 341.000 novos residentes permanentes em 2020, 351.000 em 2021, e 361.000 no ano de 2022. Há previsão, em lei, de em 2022 o número de admitidos chegar a até 390 mil.
O Honorável Ministro Mendicino, no seu primeiro discurso público, após ser empossado pelo Primeiro Ministro do Canadá Justin Trudeau. Afirmou que atualmente 80% do crescimento populacional do Canadá se dá através da imigração. E que em 2033, esta cifra será de 100%. E para evitar um crescimento populacional inferior a 1%, que o governo canadense vem admitindo números recordes de imigrantes, segundo o ministro.

## Categorias de imigração
Existem três categorias principais na imigração para o Canadá:

### Imigrantes econômicos
O Ministério de Imigração do Canadá usa sete subcategorias para a classe dos imigrantes econômicos, e inclui trabalhadores qualificados nas seguintes classes: Trabalhadores Qualificados do Quebec, Trabalhadores Qualificados em Profissões Especializadas, Programa Federal de Trabalhadores Qualificados, Classe de Nomeação Provincial, Classe de Experiência Canadense, Programa Piloto de Imigração para o Atlântico, Prestadores de Cuidados (Caregivers) e o Programa Piloto de Imigração para as áreas Rurais e do Norte.
O processo é feito através da criação de um perfil online no sistema federal chamado de Express Entry, sob um dos três programas federais de imigração do Canadá ou por um programa provincial de imigração. Os candidatos mais bem classificados serão convidados a se candidatar à residência permanente.
Os programas de imigração relativos a empresários e investidores que oferecem admissão permanente ao Canadá são:
- Programa de Investidores Imigrantes do Quebec (Quebec Immigrant Investor Program ou QIIP)[13]
- Programa Empreendedor do Quebec (Quebec Entrepreneur program)[13]
- Trabalhador autônomo do Quebec (Quebec Self Employed)[13]
- Programa Federal Start-Up Visa (Federal Start-UP Visa program)[14]

O grupo de candidatos com o perfil profissional altamente qualificado, constituía 19,8% de toda a imigração em 2005. O Canadá também criou o programa de imigração VIP Business (VIP Business Immigration Program) que permite aos imigrantes com experiência suficiente em negócios ou experiência de gestão receberem a residência permanente em um período mais curto do que outros tipos de imigração.
A partir de 1.º de maio de 2014, a Classe Federal de Trabalhadores Especializados foi aberta mais uma vez, aceitando 25.000 candidatos com limite máximo de 1.000 imigrantes por categoria. Um novo Plano de Ação Econômica de 2015 entrou em vigor em janeiro de 2015, no qual o programa de trabalhadores qualificados será mais um programa baseado no empregador.  
As mudanças ocorridas em 2015 transferiram a obtenção de residência permanente no Canadá pelo sistema federal, de um modelo “primeiro a chegar, primeiro a ser atendido” para uma nova estrutura que recebe residentes permanentes com base na necessidade econômica do Canadá e suas províncias. O novo sistema federal é chamado de "Express Entry".
O Express Entry vale para todo o Canadá exceto para a província do Quebec. Segundo um acordo assinado pelo ente federal e provincial, o Governo do Quebec tem um programa de imigração próprio e separado do resto do país. Uma pessoa querendo imigrar para a província quebequense deve aplicar junto ao Ministério de Imigração do Quebec.

### Reunificação Familiar
Tanto os cidadãos nativos quanto os residentes permanentes podem patrocinar membros de suas famílias para imigrarem para o Canadá. Existem dois programas: um Federal e outro para a província do Quebec. 
Em Quebec o sistema é tensionado pela discrepância entre o número de solicitações e os espaços disponíveis para a reunificação familiar. A província de Quebec estabeleceu limites máximos de admissão para o reagrupamento familiar, que quase foram alcançados no ano corrente. Isso provocou que o governo federal não possa acelerar o processamento das solicitações sem superar as cotas fixadas pelo governo de Legault. Os tempos de espera para patrocinar um cônjuge que vive no exterior dobraram em comparação com outras províncias do Canadá, aumentando de 27 para 33 meses, quase três anos, enquanto em outras províncias se mantêm em 13 meses. Este aumento nos tempos de espera deve-se a um limite no número de espaços disponíveis para a reunificação familiar em Quebec, o que faz com que o número de famílias à espera cresça, alcançando 38.800 em julho.
O Ministério da Imigração de Quebec expressou sua compreensão pelo estresse que esses atrasos causam às famílias e atribuiu a responsabilidade ao governo federal. O tratamento dos casos após a emissão dos certificados de seleção de Quebec é responsabilidade do governo federal, que admite as pessoas de acordo com as metas estabelecidas por Quebec. O governo federal, por sua vez, enfrenta seus próprios desafios com atrasos significativos em seus programas, como destacado no relatório da auditora geral do Canadá. Os críticos da oposição argumentam que o governo de Legault tem a capacidade de agir para reduzir a espera para milhares de famílias. No entanto, com a admissão máxima quase alcançada, o governo federal tem dificuldades para acelerar as solicitações sem exceder as cotas. Isso levou a críticas dos porta-vozes da oposição em matéria de imigração, que sugerem que os atrasos continuarão aumentando e apresentam o risco de ações judiciais por atrasos excessivos.
Monsef Derraji, porta-voz do Partido Liberal em assuntos de imigração, qualifica a situação como desumana, destacando a dificuldade emocional das famílias separadas e questionando a insistência do governo provincial. Além disso, membros de coletivos como Québec réunifié destacam a importância de a população entender que o reagrupamento familiar pode afetar qualquer pessoa no futuro. Os especialistas sugerem que o governo de Quebec poderia modificar os percentuais de seus limiares de imigração, diminuindo a proporção de imigrantes econômicos e aumentando a de reunificação familiar, uma categoria que consideram ter sido esquecida no plano de imigração, mas que é essencial para a sociedade.

### Refugiados
Em 2010, o Canadá aceitou 280.681 imigrantes (permanentes e temporários), dos quais 186.913 (67%) eram imigrantes econômicos; 60.220 (22%) eram da classe familiar; 24.696 (9%) eram refugiados; e 8,845 (2%) foram de outras classes. Cerca de 60.000 chegam ao Canadá a cada ano sob a iniciativa da "Experiência Canadense", que fornece vistos de férias de trabalho, estágio e estudos.
Sob a lei de nacionalidade canadense, um imigrante pode solicitar a cidadania depois de viver no Canadá por 1095 dias (3 anos) em qualquer período de 5 anos, desde que vivam no Canadá como residente permanente por pelo menos dois desses anos. Os partidos da oposição têm defendido o fornecimento de visto de residência gratuito de um ano para refugiados, como uma chance de aumentar seus padrões de vida até que estejam prontos para migrar de volta para seus países de origem, em vez de os retirar de sua herança e cultura como uma forma de alívio.

#### Solicitantes de asilo no Canadá
Uma pessoa que esteja solicitando asilo no Canadá deve primeiro ser considerada elegível pelo Conselho de Imigração e Refugiados do Canadá (IRB). O IRB classifica os refugiados elegíveis separadamente em duas categorias:
- Refugiados da convenção: Pessoas que sejam incapazes de retornar ao seu país de origem devido ao medo de perseguição com base em vários fatores, incluindo raça, religião e opinião política.[24]
- Pessoas que precisam de proteção: Os pedidos de asilo nesta categoria são normalmente feitos no ponto de entrada no Canadá. Aqueles que alegam ser uma pessoa necessitada de proteção devem ser incapazes de retornar ao seu país de origem com segurança, porque estariam sujeitos a um risco de tortura, risco de vida ou risco de tratamento cruel e incomum.[24]

Após a entrevista de entrada e verificação para a elegibilidade, o requerente de asilo é aceito ou recusado. Aqueles que são admitidos submetem por escrito suas razões de admissibilidade. O conselho de refugiados ouve o caso deles, e depois de 60 dias e em condições favoráveis os reclamantes podem ser aceitos como refugiados. Se as alegações não forem consideradas apropriadas pelos entrevistadores, os requerentes de asilo podem ser deportados, e há muitos casos que fazem com que uma pessoa se torne inelegível para o encaminhamento para o IRB. Notavelmente, aqueles que procuram entrar no Canadá através dos Estados Unidos, geralmente são atendidos através do Canada–United States Safe Third Country Agreement ou STCA (um acordo onde os Estados Unidos e o Canadá juntos, analisam os pedidos de refúgio ou permanência de uma pessoa de outra nacionalidade). O STCA é o responsável por limitar a elegibilidade dos refugiados ao entrarem nos EUA ou no Canadá e também responsável por rejeitar várias centenas de pedidos anualmente desde a sua implementação. A Agência Canadense de Serviços de Fronteira (CBSA) relatou uma queda no número de pedidos para uma média de 4.000 pedidos por ano após sua implementação. Os requerentes de asilo que tiveram suas reivindicações negadas foram submetidos à "rejeição indireta" como consequência da negativa do pedido pelo STCA, submetendo-os à deportação para o destino em que a pessoa estava originalmente buscando asilo, isso devido a política mais conservadora de imigração e refugiados nos Estados Unidos.

#### Refugiados em detenção
Os requerentes de asilo que chegam a um ponto de entrada na fronteira canadense foram sujeitos a encarceramento e detenção, devido à aprovação do projeto de lei Bill C-31 em dezembro de 2012. Muitas vezes, os requerentes serão sujeitos a detenção por não fornecerem documentos de identificação suficientes, o que viola a Convenção das Nações Unidas relativa ao Estatuto dos Refugiados, da qual o Canadá é signatário. Em 2010–2011, o Canadá deteve 8.838 pessoas, das quais 4.151 eram requerentes de asilo ou tiveram a reivindicação negada. Há a exigência para o prazo máximo gasto em detenção ao ser liberado, uma situação que foi objecto de críticas em contraste com zonas da Europa: Irlanda (30 dias), França (32 dias), Espanha (40 dias) e Itália (60 dias).

## Sistema Express Entry
O Express Entry substituiu o sistema original de triagem de imigrantes com o princípio de "quem vem primeiro - será servido primeiro". O Express Entry usa um sistema de pontos chamado Sistema de Classificação Integral (CRS) para classificar automaticamente os candidatos interessados e selecionar os candidatos mais competitivos para a imigração. Os principais fatores considerados são idade, nível de escolaridade, proficiência em inglês e / ou francês, e experiência de trabalho no Canadá. O candidato ideal tem entre 20 e 29 anos de idade, com um alto nível de escolaridade e um alto nível de proficiência em inglês ou francês.
O sorteio do Express Entry ocorre aproximadamente a cada duas semanas. Nesses sorteios, o Governo Federal estabelece uma pontuação mínima usando um Sistema de Classificação Integral. Todos os candidatos com pontuação acima da mínima receberão um convite oficial para solicitar a residência permanente (ITA).
Se vários candidatos tiverem a mesma pontuação no CRS, o sistema classifica as solicitações pela data e hora em que o perfil do candidato foi enviado para o sistema. Em casos raros, o governo pode restringir os sorteios de certos programas de imigração do Express Entry.
O governo canadense estabelece uma cota anual para imigrantes que entram no país através do sistema Express Entry. Em 2022, a meta é de 91150 pessoas.
A menor pontuação no CRS para receber o convite foi de 199 pontos em maio de 2017. Em 2020, a menor pontuação para ser aprovado no CRS para candidatos foi de 415 de 1.200. No mesmo ano, os candidatos do Express Entry receberam 107.350 ITA.

## Imigração ilegal no Canadá
As estimativas de imigrantes ilegais no Canadá variam entre 35.000 e 120.000. James Bissett, ex-chefe do Serviço de Imigração do Canadá, sugeriu que a falta de qualquer processo credível de seleção de refugiados, combinado com uma alta probabilidade de ignorar quaisquer ordens de deportação, resultou em dezenas de milhares de mandados pendentes para a prisão de refugiados rejeitados, com pouca tentativa de execução. Um relatório de 2008 da Auditoria Geral Sheila Fraser afirmou que o Canadá perdeu o rastro de até 41.000 imigrantes ilegais.

## Trabalhadores da imigração
Os trabalhadores ajudam os imigrantes no Canadá a entenderem seus direitos e responsabilidades e a encontrar programas e serviços de que precisam para se integrarem à nova cultura e a perspectiva de subsistência. Eles motivam as organizações a contratar imigrantes e apoiam a imigração através do recrutamento de novos membros. Eles geralmente trabalham em agências do governo, no conselho escolar, bibliotecas ou em outra organização comunitária com rede de recursos.

## Críticas
Na L'Express, uma revista francesa, o acadêmico canadense e ativista ambiental David Suzuki chamou a política de imigração do Canadá de "repugnante" (Nós "saqueamos" os países do sul para os privar de seus futuros habitantes e líderes e desejamos aumentar nossa população para apoiar o nosso crescimento econômico) e insistiu que o Canadá está "cheio" ("Nossa área útil está reduzida") embora o Canadá tenha uma das menores densidades populacionais do mundo.